# Nowendoc-Nationalpark
Der Nowendoc-Nationalpark ist ein Nationalpark im Osten des australischen Bundesstaates New South Wales, 375 km nördlich von Sydney, 70 km südlich von Walcha und unmittelbar westlich der Kleinstadt Nowendoc.
Der Park auf den Osthängen der Great Dividing Range ist wildes Felsstufenland, das von Eukalyptuswäldern dominiert wird. Entlang der Bäche findet sich auch etwas Gemäßigter Regenwald. Durch den Park fließen der Myall Creek und der Callaghans Creek, Quellflüsse des Barnard River.

## Zufahrten und Einrichtungen
Alle Zufahrtsstraßen sind unbefestigt, kurvig und teilweise sehr steil. Für Wohnmobile sind sie ungeeignet. Der Park besteht aus zwei Teilen: Der größere Teil kann vom Thunderbolts Way nordwestlich von Nowendoc aus erreicht werden und enthält den Campingplatz Myall Creek und den Callaghans Canyon. Der kleinere Teil im Südosten mit Wrights Hut ist nur mit allradgetriebenen Fahrzeugen zu erreichen und nur, wenn man sich von der Nationalparkverwaltung den Schlüssel für das Zufahrtstor südlich von Nowendoc holt. Der kleinere, waldbestandene Parkteil liegt an der Millers Road.
Am Myall Creek gibt es in einem hohen Eukalyptuswald einen einfach ausgestatteten Campingplatz mit einem holzbefeuerten Barbecuegrill, aber sonst ohne weitere Einrichtungen. Dieses Gelände und das Gebiet um Wrights Hut sind bei trockenem Wetter mit allradgetriebenen Fahrzeugen zu erreichen. Selbständige Wanderer können dort sehenswerte, kleinere Wasserfälle und den Regenwald erkunden. Weiter entfernt vom Campingplatz gibt es sehenswerte Canyons, größere Wasserfälle und kulturelle Fundstätten.